# Vincent Candela
Vincent Philippe Antoine Candela (Bédarieux, Francuska, 24. listopada 1973.) je bivši francuski nogometaš i nacionalni reprezentativac. S Francuskom je osvojio naslov svjetskog (Francuska 1998.) i europskog (Belgija / Nizozemska 2000.) prvaka.

## Karijera

### Klupska karijera
Candela je najznačajniji dio klupske karijere odigrao u Romi s kojom je 2001. godine osvojio talijansko prvenstvo i Superkup. Nakon kraćeg boravka u Bolton Wanderersu, Candela se 2005. godine vraća u Italiju gdje je igrao za Udinese, Sienu te na posudbi u Messini. Svoju posljednju utakmicu u Serie A odigrao je 28. siječnja 2007. godine u susretu protiv Ascolija.

### Reprezentativna karijera
Vincent Candela je s francuskom juniorskom reprezentacijom 1996. godine igrao na europskom U21 prvenstvu te na Olimpijadi u Atlanti. Na EP-u je s mladim Tricolorima osvojio broncu pobijedivši Škotsku u borbi za treće mjesto dok je na Olimpijskim igrama reprezentacija poražena u četvrtfinalu od Portugala.
Za seniorsku reprezentaciju je debitirao 1996. te je za nju nastupao do 2002. godine. U tom plodnom razdoblju, igrač je s Galskim pijetlovima osvojio naslov svjetskog (Francuska 1998.) i europskog (Belgija/Nizozemska 2000.) prvaka.
Na Mundijalu u Francuskoj, Candela je odigrao svega jednu utakmicu jer je tada standardni igrač na poziciji lijevog beka bio Bixente Lizarazu. S druge strane, na EP-u 2000. godine je odigrao dvije utakmice, obje u prvom sastavu.
Zbog uspjeha ostvarenog 1998. godine, Candeli je zajedno s reprezentativcima i izbornikom Jacquetom dodijeljen red viteza francuske Legije časti.

#### Pogoci za reprezentaciju
| #  | Datum               | Mjesto                                  | Protivnik | Pogodak | Rezultat | Natjecanje                                        |
| -- | ------------------- | --------------------------------------- | --------- | ------- | -------- | ------------------------------------------------- |
| 1. | 14. listopada 1998. | Stade de France, Saint-Denis, Francuska | Andora    | 1 : 0   | 2 : 0    | Kvalifikacije za EURO 00' u Belgiji i Nizozemskoj |
| 2. | 6. listopada 2001.  | Stade de France, Saint-Denis, Francuska | Alžir     | 1 : 0   | 4 : 1    | Prijateljska utakmica                             |

## Privatni život
Candela je u braku sa suprugom Marom s kojom ima kćer Angelicu rođenu u travnju 2005. godine.

## Osvojeni trofeji

### Klupski trofeji
| Klub    | Trofej              | Sezona / godina |
| Italija | Italija             | Italija         |
| ------- | ------------------- | --------------- |
| AS Roma | Scudetto            | 2000./01.       |
| AS Roma | Talijanski Superkup | 2001.           |

### Reprezentativni trofeji
| Turnir                     | Trofej | Godina |
| -------------------------- | ------ | ------ |
| SP u Francuskoj            | Zlato  | 1998.  |
| EP u Nizozemskoj i Belgiji | Zlato  | 2000.  |

## Vanjske poveznice
- Statistika igrača